# Anoura geoffroyi
O Morcego-focinhudo (Anoura geoffroyi) é uma espécie de morcego da família Phyllostomidae. Pode ser encontrada no México, Guatemala, Belize, El Salvador, Honduras, Nicarágua, Costa Rica, Panamá, Colômbia, Venezuela, Guiana, Suriname, Guiana Francesa, Brasil, Peru, Bolívia, Trinidad e Tobago e Granada.

## Descrição
É uma espécie de pequeno porte, medindo de 8,5 a 9,7 cm de comprimento e peso por volta de 15 gramas. O Morcego-focinhudo apresenta uma pelagem Marrom-escuro nas partes superiores e acidentada nas partes de baixo, já os ombros e pescoços são prateados. 

## Alimentação
Se alimenta principalmente de Néctar, pairando no ar quase como um Beija-flor, também pode complementar a dieta com insetos e pequenos frutos. 